# Petar I của Serbia
Petar I (tiếng Serbia-Croatia: Петар I Карађорђевић, đã Latinh hoá: Petar I Karađorđević;  11 tháng 7 [lịch cũ 29 tháng 6] năm 1844 – 16 tháng 8 năm 1921) là Vua của Vương quốc Serbia từ ngày 15 tháng 6 năm 1903 đến ngày 1 tháng 12 năm 1918. Ngày 1 tháng 12 năm 1918, ông trở thành Vua của Vương quốc Serbia, Croatia và Slovenia, và ông giữ danh hiệu đó cho đến khi qua đời. Vì là vua của Serbia trong thời kỳ quân đội Serbia đạt được thành công lớn nên ông được người Serbia nhớ đến với cái tên Vua Petar Người giải phóng và ông cũng có biệt hiệu Vị vua già.
Petar là con thứ năm và con trai thứ ba của Alexander Karađorđević, Thân vương xứ Serbia, và vợ ông, Persida Nenadović. Thân vương Alexander bị buộc phải thoái vị vào năm 1858, còn Petar phải sống lưu vong cùng gia đình. Ông đã chiến đấu cùng Binh đoàn Lê dương Pháp trong Chiến tranh Pháp-Phổ. Ông tham gia với tư cách tình nguyện viên với bí danh Petar Mrkonjić trong cuộc nổi dậy Herzegovina (1875–1877) chống lại Đế quốc Ottoman. Năm 1883, Thân vương tử Petar kết hôn với Thân vương nữ Ljubica, con gái của Nicholas I xứ Montenegro. Ljubica được biết đến với cái tên Thân vương nữ Zorka sau cuộc hôn nhân của cô. Petar và Zorka có 5 người con: Vương nữ Helen, Vương nữ Milena, Vương thái tử George, Vương tử Alexander và Vương tử Andrew. Sau khi cha qua đời năm 1885, Petar trở thành người đứng đầu triều đại Karađorđević.
Sau khi Vua Alexander I của Vương tộc Obrenović bị sát hại trong Cuộc đảo chính tháng 5 năm 1903, Petar Karađorđević trở thành vị vua mới của Serbia. Với tư cách là vua, ông chủ trương thiết lập hiến pháp cho đất nước và nổi tiếng với chính sách tự do của mình. Sự cai trị của Petar được đánh dấu bằng việc thực thi các quyền tự do chính trị, tự do báo chí, sự trỗi dậy của quốc gia, kinh tế và văn hóa, và đôi khi nó được mệnh danh là "thời kỳ hoàng kim" hay "thời kỳ Periclean". Petar là chỉ huy tối cao của Quân đội Hoàng gia Serbia trong Chiến tranh Balkan. Vào ngày 24 tháng 6 năm 1914, vị vua già tuyên bố con trai và người thừa kế Alexander của ông là nhiếp chính vương. Trong Thế chiến thứ nhất, Nhà vua và quân đội của ông hành quân khắp Thân vương quốc Albania. Petar qua đời năm 1921 ở tuổi 77.

## Cuộc sống đầu đời
Petar sinh ra ở Belgrade vào ngày 11 tháng 7 [O.S. 29 tháng 6] 1844. Ông là con thứ 5 trong số 10 người con được sinh ra bởi Thân vương Alexander Karađorđević và phối ngẫu của ông là Persida Nenadović. Ông là cháu trai của Karađorđe, người lãnh đạo Cuộc nổi dậy lần thứ nhất của người Serbia (1804–1813) và là người sáng lập triều đại Karađorđević. Petar không sinh ra tại cung diện hoàng gia, nơi đang được cải tạo vào thời điểm đó, mà tại nhà của thương gia Miša Anastasijević. Sự ra đời của ông không mấy được quan tâm vì ông là con trai thứ ba và anh trai ông là Thân vương tử Svetozar là người thừa kế ngai vàng trong tương lai.
Anh cả của ông là Thân vương tử Aleksa, đã qua đời 3 năm trước khi ông chào đời, mới 5 tuổi, lúc đó Thân vương tử Svetozar trở thành người thừa kế. Petar không trở thành người thừa kế cho đến khi Svetozar qua đời vào năm 1847 khi mới 6 tuổi. Ngoài Belgrade, Petar đã trải qua phần lớn thời thơ ấu của mình ở thị trấn Topola, nơi bắt nguồn của triều đại Karađorđević. Ông học tiểu học ở Belgrade.

## Thời kỳ lưu vong

### Giáo dục sau trung học và Chiến tranh Pháp-Phổ
Năm 1858, khi Petar 14 tuổi đang chuẩn bị lên đường đến Geneva để học trung học, cha ông đã buộc phải thoái vị. Đối thủ của triều đại Karađorđević là triều đại Obrenović, đã được phục hồi, và một Thân vương thuộc Nhà Obrenović là Mihailo, đã lên ngôi. Hai triều đại đã tranh giành quyền lực kể từ năm 1817, khi Karađorđe bị ám sát theo lệnh của Miloš Obrenović, người sáng lập ra triều đại Obrenović.
Petar rời Geneva đến Paris vào năm 1861 và đăng ký vào Collège Sainte-Barbe, tọa lạc tại trung tâm Khu phố Latinh của Paris. Năm sau, Petar đăng ký vào Học viện Lục quân Saint-Cyr, học viện quân sự danh giá nhất của Pháp. Ông tốt nghiệp học viện vào năm 1864 và tiếp tục sống ở Paris một thời gian sau đó. Trong thời gian này, ông theo đuổi các sở thích như nhiếp ảnh và hội họa, và đọc các tác phẩm triết học chính trị, tìm hiểu về chủ nghĩa tự do, chủ nghĩa nghị viện và dân chủ. Năm 1866, ông vào Trường Quân sự Cao cấp ở Metz, nơi ông theo học cho đến năm sau.[5] Hai năm sau, bản dịch tiếng Serbia của ông về tác phẩm Bàn về tự do của John Stuart Mill được xuất bản.
Khi Chiến tranh Pháp-Phổ 1870–1871 nổ ra, Petar gia nhập Binh đoàn Lê dương Pháp dưới tên giả Petar Kara, cùng với người họ hàng là Nikola Nikolajević. Trong thời gian phục vụ, Petar giữ cấp bậc trung úy hoặc trung úy hai, tùy thuộc vào nguồn tin, và chiến đấu trong Trung đoàn Lê dương số 1. Ông tham gia Trận Orléans lần thứ hai vào ngày 3–4 tháng 12 năm 1870, cũng như Trận Villersexel vào ngày 9 tháng 1 năm 1871. Ông được trao tặng Huân chương Bắc đẩu Bội tinh vì hành vi của mình trong hai trận chiến, nhưng đã bị quân Phổ bắt giữ ngay sau đó. Ông đã trốn thoát khỏi nơi giam cầm và trở lại mặt trận. Pyotr đã tham gia vào Công xã Paris vào mùa xuân năm 1871, cùng với người bạn thân Vladimir Ljotić, mặc dù bản chất chính xác của việc ông tham gia vẫn chưa được biết.

### Hoạt động du kích

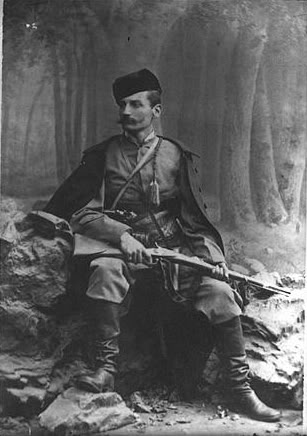
Petar trong bộ quân phục du kích, khoảng năm 1875

Với sự bùng nổ của cuộc Đại khủng hoảng phương Đông năm 1875–1878, nổ ra sau khi quân nổi loạn người Serb Bosnia ở Nevesinje nổi loạn chống lại Đế quốc Ottoman, Petar trở về Balkan và chiến đấu với quân Ottoman ở tây bắc Bosnia. Ông lấy bí danh là Petar Mrkonjić, và khi đến vùng Banija và Kordun ở Áo-Hung, ông đã chỉ huy một đơn vị du kích gồm khoảng 200 người.
Ông đến Bosanska Dubica vào tháng 8 năm 1875, nhưng nhận được sự chào đón lạnh nhạt. Ông phát hiện ra rằng Thân vương Milan I xứ Serbia đang âm mưu ám sát ông vì lo sợ Petar sẽ cố gắng giành lại ngai vàng từ triều đại Obrenović. Sự tiết lộ này, kết hợp với một loạt thất bại trên chiến trường, đã buộc Petar và những người theo ông phải rời khỏi Bosnia và rút lui về Áo-Hung.
Sau đó, họ bị Quân đội Áo-Hung giam giữ tại làng Bojna, gần Glina. Petar đã trốn thoát, trở về Bosnia và tổ chức một nhóm phiến quân khác. Một lần nữa, sự tham gia của ông vào cuộc chiến đã gây ra sự nghi ngờ ở Belgrade, và đến tháng 5 năm 1876, sự hiện diện của ông đã gây chia rẽ. Những người nổi loạn chia thành ba phe riêng biệt: một phe ủng hộ Petar, một phe ủng hộ Milan và phe thứ ba ủng hộ trọng tài Áo-Hung. Không muốn gây thêm chia rẽ giữa những người nổi loạn, Petar đã đồng ý rời khỏi Bosnia. Trước khi rời đi, ông đã viết một lá thư cho Milan giải thích lý do tại sao ông rời khỏi chiến trường và đề nghị làm hòa với triều đại Obrenović.
Bất chấp những nỗ lực làm hòa với Milan, những cáo buộc về tội phản quốc vẫn tiếp tục được đưa ra chống lại Petar. Ông quyết định đến Kragujevac, trụ sở của Chính phủ Hoàng gia Serbia và phát biểu trước Quốc hội để cố gắng minh oan cho mình. Năm 1877, một cuộc nổi loạn chống chính phủ nổ ra ở vùng Toplica thuộc miền nam Serbia, Milan đổ lỗi cho Petar và những người ủng hộ triều đại Karađorđević. Petar bị buộc tội phản bội và hợp tác với người Ottoman.
Vào mùa hè năm 1878, ông đã vượt biên trái phép giữa Serbia và Áo-Hung tại Golubac qua sông Danube. Petar và người hướng dẫn của ông đã bị lạc ở dãy núi Homolje và buộc phải trốn tránh chính quyền trong vùng hoang dã. Petar trở về Áo-Hung ngay sau đó, nhưng đã bị cảnh sát Áo-Hung bắt giữ và giam giữ tại nhà của gia đình Karađorđević ở Bokszeg. Năm 1878, ông được phép rời Bokszeg. Đầu tiên, ông đến Budapest và sau đó đến Paris. Trong thời gian này, ông bị các điệp viên Áo-Hung theo dõi chặt chẽ, những người đã ghi lại mọi hành động của ông.
Vào tháng 1 năm 1879, các thủ tục tố tụng tại tòa án đã được khởi xướng chống lại Petar và những người bạn thân nhất của ông tại Smederevo. Nguyên đơn là Thân vương Milan, cáo buộc rằng Petar và những người theo ông đã cố gắng lật đổ triều đại Obrenović và đưa một người thuộc triều đại Karađorđević lên ngôi. Petar và những người bạn đồng hành của ông bị buộc tội phản quốc, hình phạt bắt buộc là tử hình. Vì đang sống ở Paris vào thời điểm diễn ra phiên tòa, Petar bị kết án vắng mặt và bị tuyên án tử hình bằng cách treo cổ.

### Di chuyển đến Cetinje

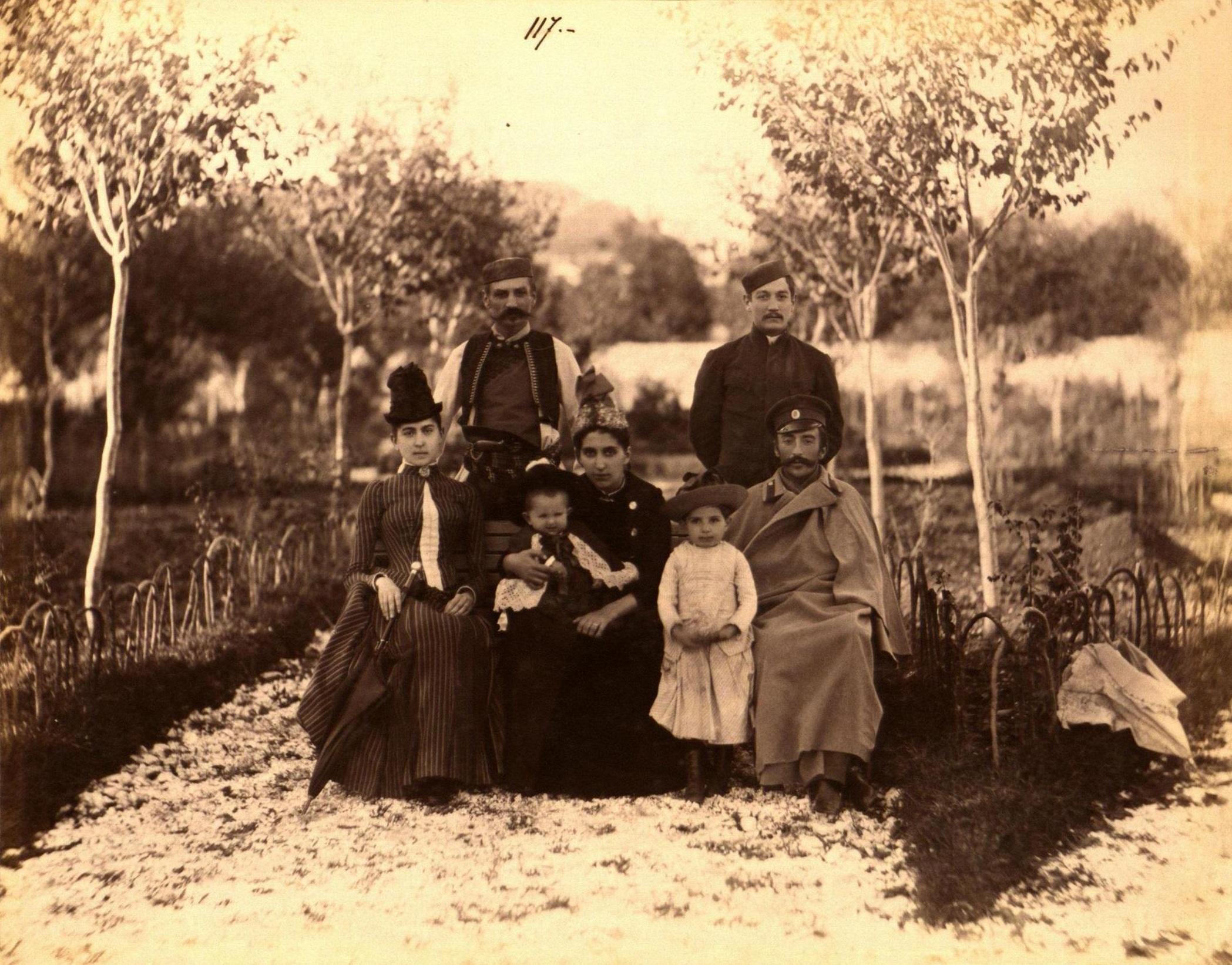
Petar (ngoài cùng bên trái, đứng) cùng gia đình ở Cetinje, khoảng năm 1890

Trong thời gian lưu vong, Petar đã có mong muốn cầu hôn Feodora của Sachsen-Meiningen, cháu gái của Hoàng đế Wilhelm II, người kém ông 36 tuổi, mặc dù đây có thể là một nỗ lực để giành được sự ủng hộ của Hoàng đế Đức để kế vị ngai vàng Serbia. Mẹ của bà là Vương nữ Charlotte của Phổ tuyên bố rằng "đối với một ngai vàng như vậy, Feodora là quá tốt". Sau nỗ lực bất thành này, Petar chuyển đến Cetinje vào năm 1883, thủ đô của nhà nước người Serb độc lập thứ hai, Thân vương quốc Montenegro, với ý định kết hôn với con gái cả của người cai trị Montenegro, Thân vương Nicholas I. Petar và Thân vương nữ Ljubica xứ Montenegro đã kết hôn tại Cetinje vào mùa hè năm 1883. Cuộc hôn nhân đã làm đảo lộn sự cân bằng địa chính trị bất ổn của khu vực, gây ra sự bất an lớn ở các thủ đô Áo-Hung, Nga và Serbia. Belgrade coi đó là dấu hiệu cho thấy sự gần gũi ngày càng tăng giữa triều đại Petrović-Njegoš và Karađorđević. Mối quan hệ giữa hai quốc gia Serbia và Montenegro trở nên tồi tệ hơn, cũng như mối quan hệ giữa Áo-Hung và Nga, vốn đã tranh giành quyền lực ở Balkan trong nhiều thập kỷ.
Khi cha ông qua đời vào mùa xuân năm 1885, Petar trở thành người đứng đầu Nhà Karađorđević. Serbia, trước đây là một thân vương quốc, được tuyên bố là một vương quốc vào năm 1882, và kể từ đó, quốc vương Serbia sử dụng danh hiệu là Vua của Serbia. Ljubica qua đời trong khi sinh con vào tháng 3 năm 1890. Cặp đôi có 5 người con, trong đó có 3 người đã trưởng thành: Helen (Jelena), Milena, George (Đorđe), Alexander (Aleksandar) và Andrew (Andrej). Milena qua đời khi còn nhỏ và Andrew cũng qua đời cùng mẹ trong khi sinh.
Sau cái chết của cha mình, tình hình tài chính của Petar trở nên tồi tệ hơn và ông trở nên phụ thuộc vào cha vợ, cũng như Đế chế Nga và anh trai George, để được hỗ trợ. Sau khi Quân đội Hoàng gia Serbia thất bại trong Chiến tranh Serbia-Bulgaria năm 1885, Petar và Nicholas đã vạch ra một kế hoạch xâm lược Serbia và lật đổ triều đại Obrenović. Vào phút cuối, Nicholas đã từ bỏ ý định này. Petar cảm thấy bị phản bội bởi quyết định rút lui của cha vợ, dẫn đến sự thù địch kéo dài. Tuy nhiên, ông vẫn ở lại Cetinje cho đến năm 1894, dành thời gian chăm sóc những đứa con của mình, và những đứa trẻ đã hoàn thành chương trình tiểu học tại đó.
Năm 1894, Petar chuyển đến Geneva cùng 3 người con, nơi ông ở lại cho đến năm 1903. Năm 1899, Nga hoàng Nicholas II đã mời Thân vương tử George và Thân vương tử Alexander, cũng như cháu trai của Petar là Paul, đến học tại học viện quân sự Page Corps ở Saint Petersburg. Do tình hình tài chính bấp bênh, khiến ông không thể cho các con trai đến trường tư ở Thụy Sĩ, Petar đã chấp nhận lời đề nghị của Sa hoàng, vì chương trình học được đài thọ hoàn toàn bởi triều đình Đế chế Nga.

### Đảo chính tháng 5

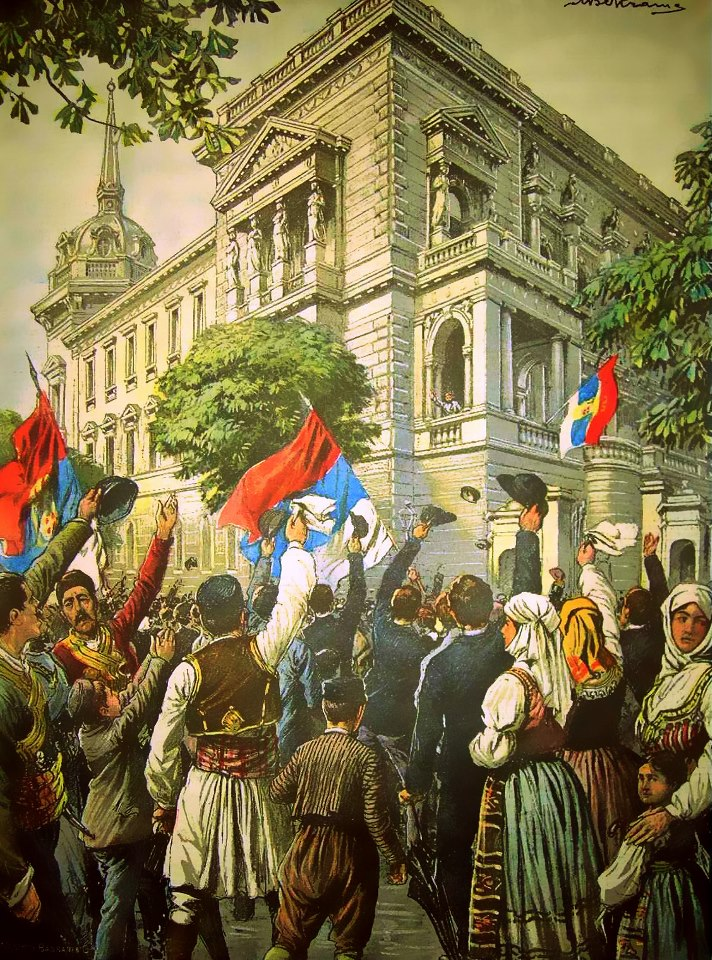
Một bức tranh minh họa của Achille Beltrame nhân dịp lễ đăng quang của Petar I

Vào tháng 7 năm 1900, Vua Alexander, con trai 23 tuổi của cựu vương Milan, đã kết hôn với Draga Mašin, một cung nữ góa chồng hơn ông 12 tuổi và nổi tiếng là lăng nhăng. Người ta cũng tin rằng Mašin vô sinh, làm dấy lên câu hỏi về khả năng tồn tại của dòng họ Obrenović. Cuộc hôn nhân đã gây ra sự phẫn nộ trong quân đoàn sĩ quan và dẫn đến một âm mưu phế truất Alexander khỏi ngai vàng. Các sĩ quan, do Dragutin Dimitrijević ("Apis") chỉ huy, ban đầu tìm cách trục xuất Alexander và Draga nhưng nhận ra rằng làm như vậy sẽ gây ra xung đột giữa phe ủng hộ Karađorđević và phe ủng hộ Obrenović trong nước.
Đến mùa thu năm 1901, những kẻ chủ mưu đã quyết định ám sát Vua và Vương hậu, qua đó ngăn chặn một cuộc nội chiến có thể xảy ra ở Serbia. Một số sĩ quan đề xuất đưa một Vương tử Anh hoặc Đức lên ngôi. Một người khác đề xuất Morko xứ MontenegroThân vương tử Mirko, con trai thứ hai của Nicholas xứ Montenegro, và những người khác ủng hộ việc thành lập một nước cộng hòa. Các điều kiện chính trị ở châu Âu là như vậy mà việc tuyên bố một nước cộng hòa sẽ chỉ làm tăng thêm sự tức giận của các cường quốc đối với Serbia trong trường hợp Alexander bị lật đổ, tạo cho Áo-Hung một cái cớ để xâm lược.
Các hoạt động chuẩn bị cho cuộc đảo chính diễn ra trong khoảng thời gian từ năm 1901 đến năm 1903. Những kẻ chủ mưu quyết định đưa Petar lên ngôi vào tháng 11 năm 1901, nhưng Petar không mấy tin tưởng họ và những lời đề nghị ban đầu của họ đã bị từ chối. Ông chấp nhận lời đề nghị của họ với điều kiện là các sĩ quan mà ông tin tưởng sẽ tham gia vào âm mưu và khẳng định rằng ông sẽ không tham gia bất kỳ phần nào. Ông cũng nói với các sĩ quan rằng ông sẽ đồng ý lên ngôi chỉ khi việc lên ngôi của ông được Quốc hội chấp thuận.
Vào thời điểm xảy ra cuộc đảo chính, Petar đang đi nghỉ cùng các con và lên kế hoạch thăm Nga và Romania, điều này cho thấy ông không biết chuyện gì sắp xảy ra.  Các sĩ quan đã đột kích cung điện hoàng gia vào đêm muộn ngày 10 tháng 6 [O.S. 29 tháng 5] năm 1903 và bắn chết Nhà vua và Vương hậu, cắt xác họ bằng kiếm và ném xuống từ ban công tầng ba. Các vụ ám sát đã dẫn đến sự tuyệt tự của triều đại Obrenović và giải quyết mối thù kéo dài hàng thế kỷ giữa hai triều đại Karađorđević và Obrenović.
Petar bày tỏ sự hài lòng với kết quả của âm mưu, cũng như hối tiếc về vụ đổ máu đã xảy ra, mô tả nó là "không phải là quý ông, cũng không xứng đáng với thế kỷ XX". Vào ngày 15 tháng 6 [O.S. 2 tháng 6] năm 1903, theo quyết định của Quốc hội, Petar được triệu tập để lên ngôi vua Serbia. Ông đến Belgrade vào ngày 26 tháng 6 [O.S. 13 tháng 6] năm 1903.
Việc Petar lên ngôi được những người theo chủ nghĩa dân tộc Nam Slav đón nhận nồng nhiệt, họ tin rằng ông sẽ thành công trong việc thống nhất những người Nam Slav sống ở Serbia, Montenegro, Áo-Hung và Đế chế Ottoman. Tại Viên, trên đường đến Belgrade, ông được một đám đông sinh viên người Serbia và Croatia hân hoan chào đón, họ ca ngợi ông là "vị vua Nam Tư đầu tiên".

## Thời kỳ trị vì

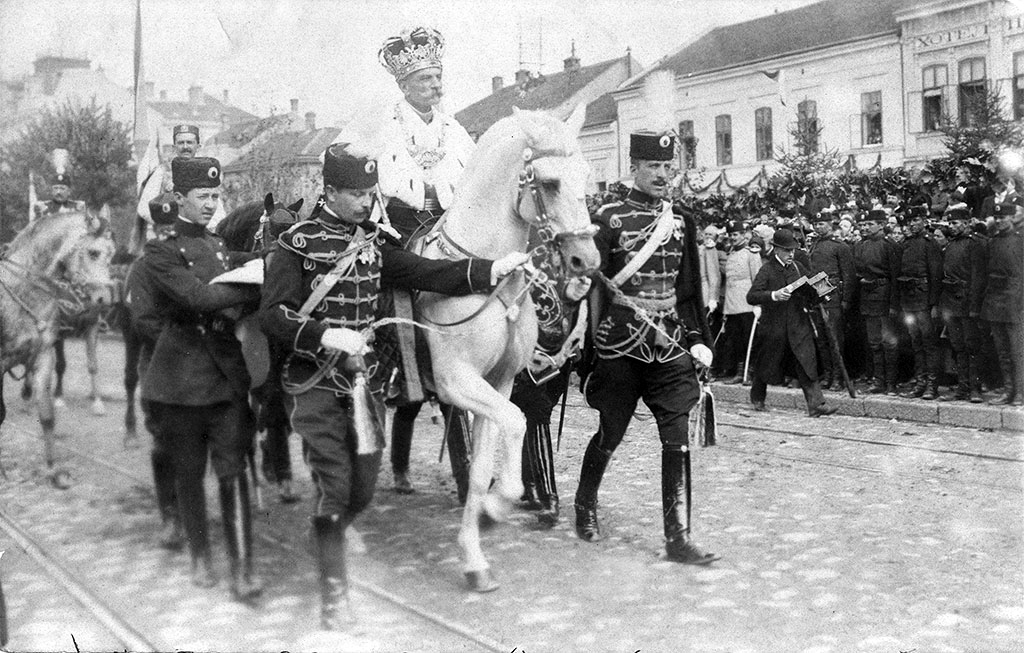
Vua Petar xuất hiện từ Nhà thờ St. Michael trên lưng ngựa sau Lễ đăng quang

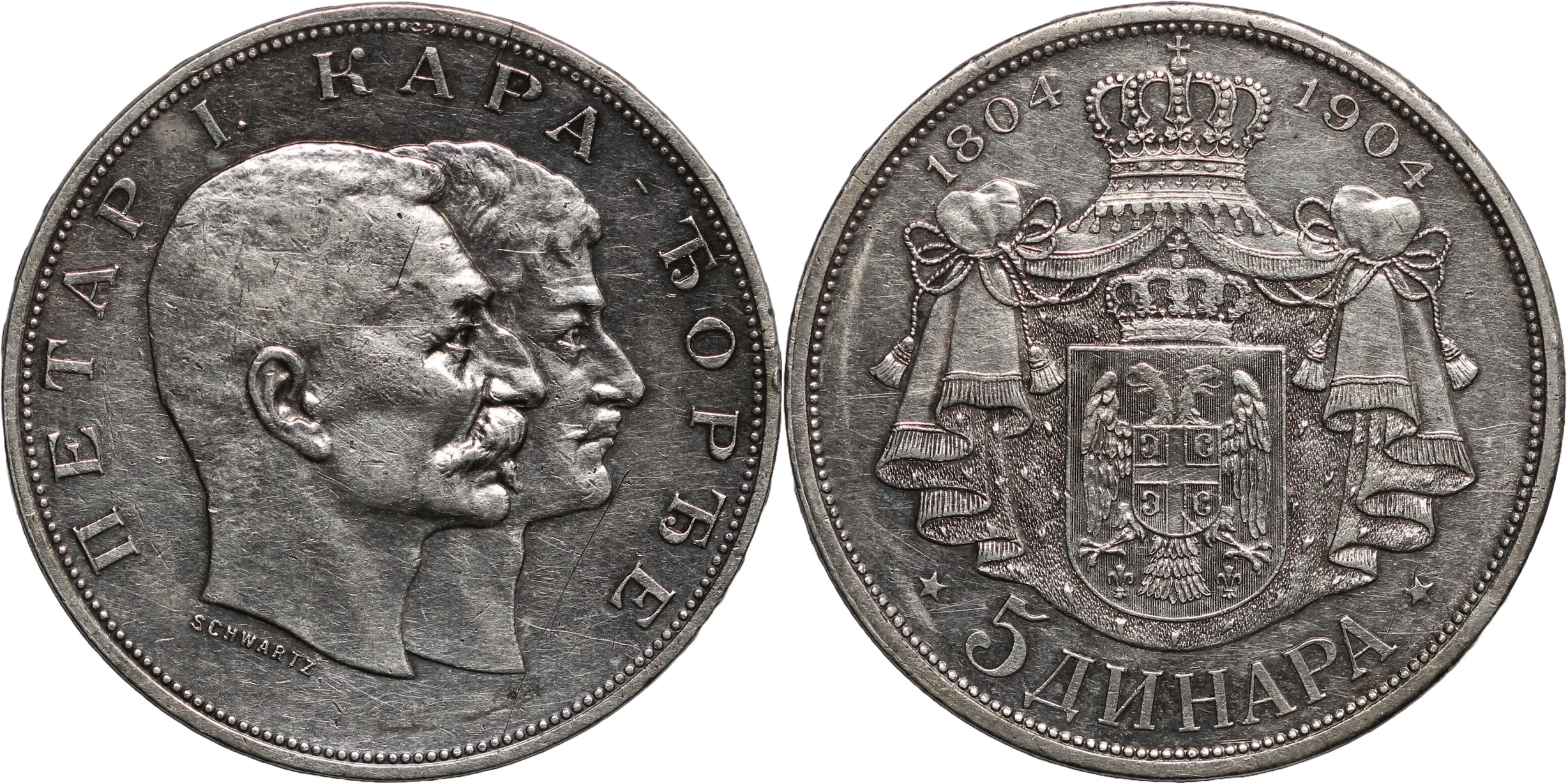
Xu bạc: 5 Dinara Kỷ niệm 100 năm Triều đại Karađorđević (1804 - 1904)

Vụ ám sát cặp đôi hoàng gia đã làm chấn động hầu hết châu Âu, nhưng nhiều người Serbia đã phản ứng rất nhiệt tình. Đế quốc Nga ngay lập tức công nhận quyết định của Quốc hội tuyên bố Petar là Vua tiếp theo của Vương quốc Serbia và bày tỏ sự hài lòng rằng những âm mưu giữa các triều đại đã gây rắc rối cho đất nước kể từ đầu thế kỷ XIX đã chấm dứt. Đế chế Áo-Hung tuyên bố trung lập về vấn đề này, nhưng các nhà hoạch định chính sách ở Viên bày tỏ hy vọng rằng việc Petar lên ngôi sẽ có tác dụng xoa dịu.
Vương quốc Anh yêu cầu trừng phạt nghiêm khắc những kẻ chủ mưu, và khi Chính phủ Hoàng gia Serbia không thực hiện yêu cầu này, Anh đã cắt đứt mọi quan hệ ngoại giao. Một số quốc gia châu Âu khác đã đi theo bước chân của Vương quốc Anh và cũng cắt đứt quan hệ. Petar không có đủ quyền lực hoặc thẩm quyền để trừng phạt những kẻ chủ mưu. Ông cũng cảm thấy có nghĩa vụ sâu sắc đối với họ, thừa nhận rằng ông sẽ không thể lên ngôi nếu không có hành động của họ.

### Đăng cơ

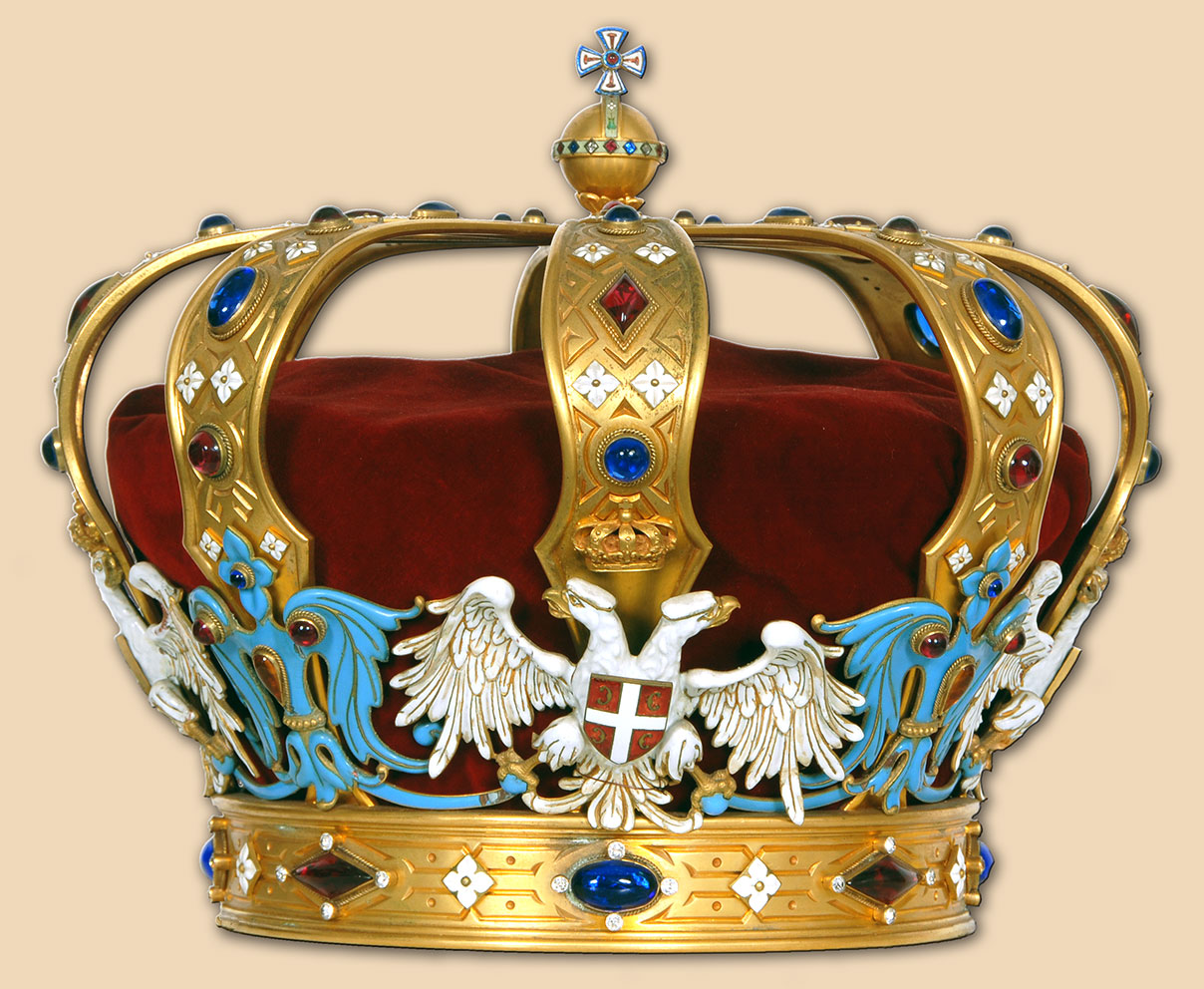
Vươn miện Karađorđević

Petar được trao vương miện tại Nhà thờ St. Michael ở Belgrade, vào ngày 21 tháng 9 [O.S. 8 tháng 9] năm 1904. Lễ đăng quang, lễ đầu tiên trong lịch sử hiện đại của Serbia, nhằm mục đích chứng minh rằng một kỷ nguyên mới đã bắt đầu. Khoảng thời gian một năm giữa khi Petar trở về Serbia và lễ đăng quang của ông cố tình trùng với lễ kỷ niệm 100 năm Cuộc nổi dậy Serbia lần thứ nhất với hy vọng cho các chính khách châu Âu thời gian để chấp nhận cuộc đảo chính cung điện. Tuy nhiên, chỉ có đại diện của Thân vương quốc Montenegro và Vương quốc Bulgaria tham dự.
Bộ lễ phục hoàng gia mới, bao gồm vương miện, vương trượng, quả cầu và áo choàng hoàng gia, được đặt làm riêng cho dịp này từ thợ kim hoàn Falize Frères ở Paris. Arnold Muir Wilson, lãnh sự danh dự của Serbia tại Sheffield, và người quay phim của ông, Frank Mottershaw, đã quay cảnh rước vua Petar và một cuộc diễu hành sau lễ đăng quang. Đây là bộ phim lâu đời nhất còn sót lại được ghi lại ở Belgrade. Theo nhà sử học điện ảnh Paul Smith, đây cũng có thể là bản tin thời sự đầu tiên trong lịch sử.

### Chính trị

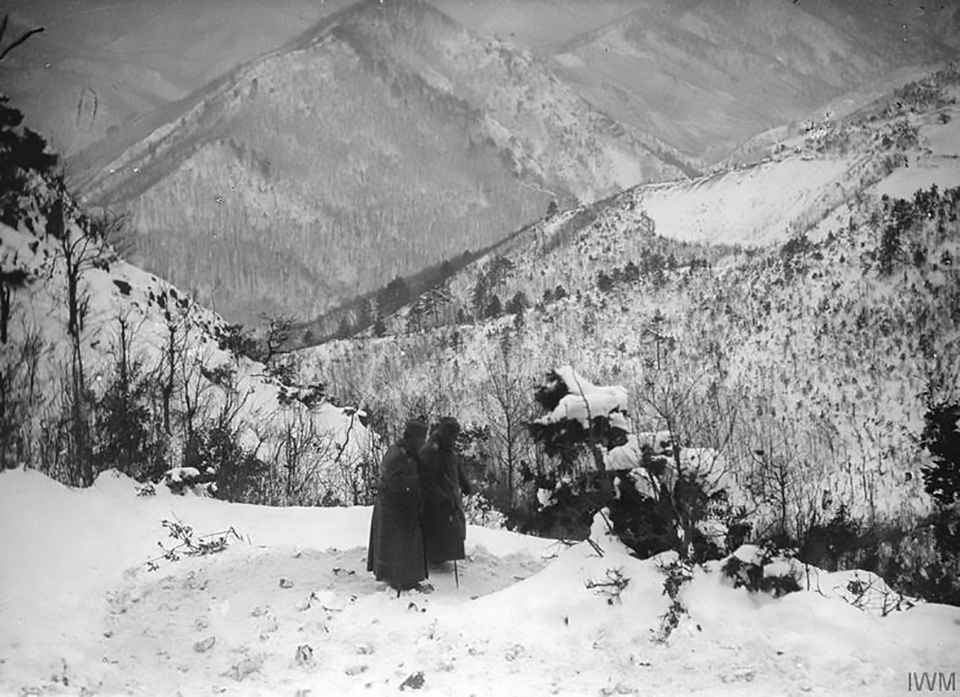
Petar I trong cuộc Đại rút lui

Sau khi lên ngôi, vua Petar I đã cố gắng tạo ra một chế độ quân chủ lập hiến theo kiểu phương Tây cho Serbia. Mặc dù có những ảnh hưởng nhất định của những phe nhóm quân sự vào chính trị, vua Petar I đã dần giúp cho nền dân chủ nghị viện được hoạt động bình thường. Hiến pháp 1903 sửa đổi Hiến pháp 1888 dựa trên Hiến pháp của Bỉ 1831, được đánh giá là một trong bản hiến pháp tự do nhất tại châu Âu. Chính phủ được thành lập bởi các thành viên quốc hội chủ yếu từ Đảng Nhân dân Cấp tiến (Narodna radikalna Stránka) của Nikola P. Pašić và Đảng Cấp Tiến Độc lập của Ljubomir Stojanovic. Bản thân vua Petar ủng hộ một chính phủ liên minh rộng rãi hơn sẽ thúc đẩy nền dân chủ Serbia và có thể có được chính sách đối ngoại độc lập.
Bản thân Vua Petar ủng hộ ý tưởng về một chính phủ liên minh rộng lớn hơn sẽ thúc đẩy nền dân chủ Serbia và giúp theo đuổi một lộ trình độc lập trong chính sách đối ngoại. Trái ngược với triều đại Obrenović thân Áo, Vua Petar I dựa vào Nga và Pháp, điều này đã gây ra sự thù địch ngày càng tăng từ Áo-Hung có tư tưởng bành trướng. Vua Petar I đã có hai chuyến thăm long trọng tới Saint-Petersburg và Paris vào năm 1910 và 1911, để được chào đón như một anh hùng của nền dân chủ và nền độc lập dân tộc ở vùng Balkan đầy rắc rối.
Triều đại của Petar I, từ năm 1903 đến năm 1914, được ghi nhớ là "Thời kỳ hoàng kim của Serbia", do các quyền tự do chính trị không bị hạn chế, báo chí tự do và sự thống trị về văn hóa trong số những người Nam Slav, những người cuối cùng đã nhìn thấy ở Serbia dân chủ một Piedmont của Người Slav Nam. Vua Petar I ủng hộ phong trào thống nhất Nam Tư, tổ chức nhiều cuộc tụ họp văn hóa khác nhau tại Belgrade. Trường Belgrade được nâng cấp thành Đại học Belgrade vào năm 1905, với các học giả nổi tiếng quốc tế như Jovan Cvijić, Mihailo Petrović, Slobodan Jovanović, Jovan M. Žujović, Bogdan Popović, Jovan Skerlić, Sima Lozanić, Branislav Petronijević và một số người khác. 
Vua Petar I đã trở nên vô cùng nổi tiếng sau các cuộc Chiến tranh Balkan năm 1912 và 1913, theo quan điểm của người Serbia và Nam Slav, đã chứng tỏ là rất thành công, được báo trước bằng những chiến thắng quân sự ngoạn mục trước người Ottoman, tiếp theo là sự giải phóng "Cựu Serbia" (Kosovo Vilayet) và Macedonia (Manastir Vilayet).
Lãnh thổ của Serbia tăng gấp đôi và uy tín của nhà vua trong số người Nam Slav (đặc biệt là người Croatia và người Slovenia, và trong số người Serbia ở Áo-Hungary, Bosnia-Herzegovina, Vojvodina, Biên giới quân sự, Dalmatia, Slavonia, v.v.) đã phát triển đáng kể, với Petar I là biểu tượng chính của cả thành công về chính trị và văn hóa. Sau cuộc xung đột giữa các đại diện quân sự và dân sự vào mùa xuân năm 1914, Vua Petar đã chọn "nghỉ hưu" vì sức khỏe yếu, chuyển giao lại các đặc quyền hoàng gia của mình vào ngày 11/24 tháng 6 năm 1914 cho người con trai thứ hai của mình là Vương thái tử Alexander.

### Quan hệ ngoại giao

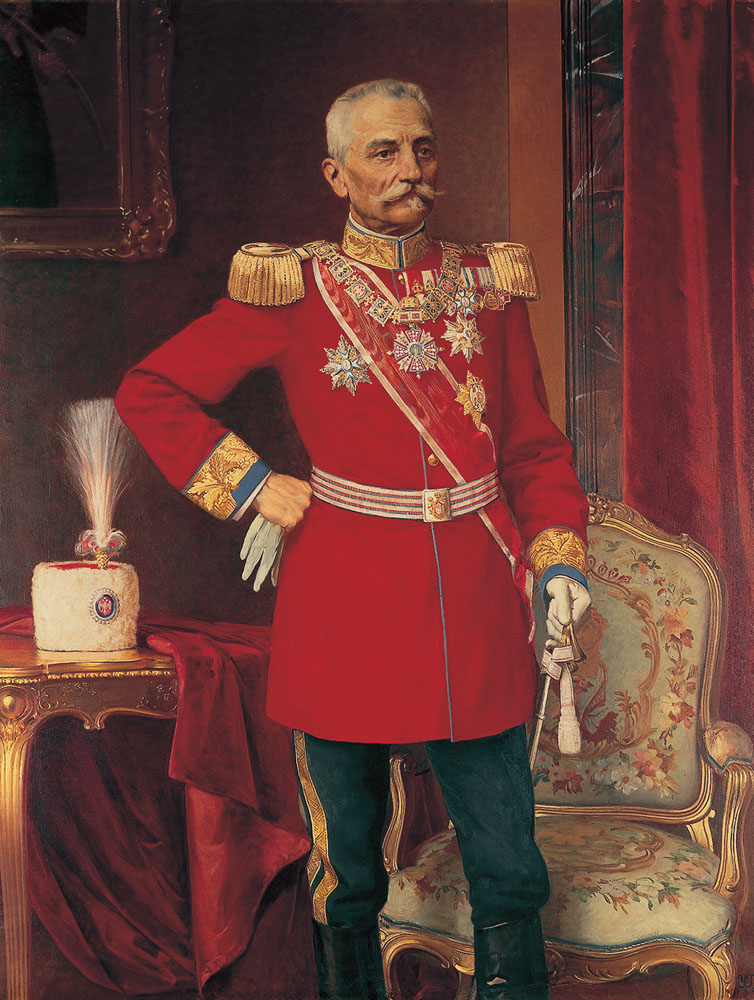
Vua Petar, vẽ bởi Uroš Predić

Trong thời kỳ trị vì của Petar I, Vương quốc Serbia đã mở rộng lãnh thổ về phía nam, sáp nhập phần lớn Sandžak, Kosovo và Metohija vào năm 1912 trong Chiến tranh Balkan lần thứ nhất. Serbia tạm thời kiểm soát các vùng phía bắc của Albania, nhưng đã phải trao những vùng đó cho Albania độc lập vào năm 1912-1913. Vào tháng 11 năm 1918, ngay trước khi Vương quốc Serbia, Croatia và Slovenia được thành lập vào tháng 12 năm 1918, Serbia đã giành được một số vùng lãnh thổ mới như Srem, Banat, Bačka và Montenegro và sau đó trở thành một phần của vương quốc mới.
Thủ tướng nổi tiếng nhất trong thời kỳ trị vì của Petar I là Nikola Pašić. Vào đầu thời kỳ trị vì của Petar, Pašić đã phản đối nhà vua mới, gọi việc ông lên ngôi là bất hợp pháp. Tuy nhiên, ông đã nhanh chóng thay đổi quyết định sau khi thấy rằng người dân Serbia chấp nhận Vua Petar. Hóa ra, mâu thuẫn duy nhất của ông với Petar trong suốt 18 năm trị vì liên quan đến tiền lương của nhà vua.
Petar I của Serbia coi Đế quốc Nga là đồng minh chính của Serbia. Nga phản đối chính sách trước đây của triều đại Obrenović vốn phụ thuộc nhiều vào Áo-Hung, điều mà công chúng Serbia ghét cay ghét đắng.

### Chiến tranh Balkan lần thứ nhất

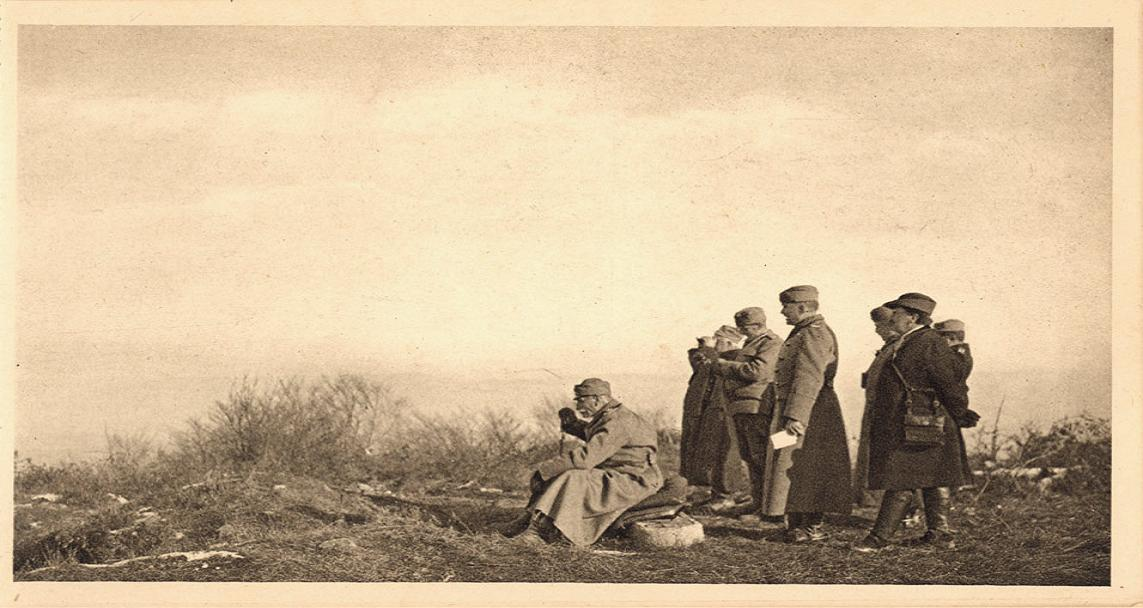
Petar I ở mặt trận

Chiến tranh Balkan lần thứ nhất bắt đầu vào tháng 10 năm 1912 và kết thúc vào tháng 5 năm 1913. Chiến tranh này liên quan đến các hành động quân sự của Liên minh Balkan (Vương quốc Bulgaria, Vương quốc Serbia, Vương quốc Hy Lạp và Vương quốc Montenegro) chống lại Đế quốc Ottoman. Quân đội liên hợp của các quốc gia Balkan đã đánh bại quân đội Ottoman yếu thế về quân số và bất lợi về mặt chiến lược và đạt được thành công nhanh chóng. Kết quả của cuộc chiến là các đồng minh đã chiếm và phân chia hầu hết các vùng lãnh thổ châu Âu còn lại của Đế chế Ottoman.
Vào tháng 5 năm 1912, những người cách mạng Hamidian Albania, những người muốn đưa Sultan Abdul Hamit II lên nắm quyền, đã đẩy lực lượng Thổ Nhĩ Kỳ Trẻ ra khỏi Skopje và tiến về phía nam hướng tới Manastir (ngày nay là Bitola), buộc Thổ Nhĩ Kỳ Trẻ phải trao quyền tự chủ thực sự cho các khu vực rộng lớn vào tháng 6 năm 1912. Serbia, quốc gia đã giúp vũ trang cho quân nổi loạn Công giáo Albania và Hamidian và đã cử các điệp viên bí mật đến gặp một số nhà lãnh đạo nổi tiếng, đã coi cuộc nổi loạn này là cái cớ để chiến tranh. Serbia, Montenegro, Hy Lạp và Bulgaria đều đã đàm phán về các cuộc tấn công có thể xảy ra chống lại Đế chế Ottoman trước khi cuộc nổi loạn của người Albania năm 1912 nổ ra; một thỏa thuận chính thức giữa Serbia và Montenegro đã được ký kết vào ngày 7 tháng 3.
Vào ngày 18 tháng 10 năm 1912, Petar I của Serbia đã ban hành một tuyên bố, "Gửi đến Nhân dân Serbia", có vẻ như ủng hộ cả người Albania và người Serbia:
"Chính phủ Thổ Nhĩ Kỳ không quan tâm đến nghĩa vụ của họ đối với công dân và làm ngơ trước mọi lời phàn nàn và đề xuất. Mọi thứ trở nên mất kiểm soát đến mức không ai hài lòng với tình hình ở lãnh thổ của Thổ Nhĩ Kỳ tại châu Âu. Nó trở nên không thể chịu đựng được đối với người Serbia, người Hy Lạp và cả người Albania nữa. Nhờ ân điển của Chúa, do đó tôi đã ra lệnh cho quân đội dũng cảm của mình tham gia vào cuộc Thánh chiến để giải phóng anh em chúng ta và đảm bảo một tương lai tốt đẹp hơn. Ở Serbia Cũ, quân đội của tôi sẽ gặp không chỉ người Serbia theo đạo Thiên chúa mà còn gặp người Serbia theo đạo Hồi, những người mà chúng tôi cũng rất yêu quý, và ngoài họ ra, còn gặp cả người Albania theo đạo Thiên chúa và đạo Hồi giáo mà nhân dân chúng tôi đã cùng chia sẻ niềm vui và nỗi buồn trong 13 thế kỷ nay. Chúng tôi mang đến cho tất cả họ sự tự do, tình anh em và bình đẳng."
Trong quá trình tìm kiếm đồng minh, Serbia đã đàm phán một hiệp ước với Bulgaria. Thỏa thuận quy định rằng, trong trường hợp chiến thắng trước người Ottoman, Bulgaria sẽ nhận được toàn bộ Macedonia ở phía nam ranh giới Kriva Palanka-Ohrid. Bulgaria chấp nhận sự mở rộng của Serbia về phía bắc dãy núi Shar (tức là Kosovo). Khu vực can thiệp được thống nhất là "có tranh chấp"; khu vực này sẽ được phân xử bởi Hoàng đế Nga trong trường hợp chiến tranh thành công chống lại Đế chế Ottoman. Trong suốt quá trình chiến tranh, rõ ràng là người Albania không coi Serbia là người giải phóng, như Vua Petar I đã gợi ý, và lực lượng Serbia cũng không tuân thủ tuyên bố hữu nghị của ông đối với người Albania.
Petar I chỉ huy quân đội Serbia cùng với các thống chế như Radomir Putnik, Stepa Stepanović, Božidar Janković và Petar Bojović. Serbia đã gửi 230.000 quân (trong tổng số dân chỉ 2.912.000 quân) với khoảng 228 khẩu súng, chia thành 10 sư đoàn bộ binh.

### Chiến tranh Balkan lần thứ hai và hậu quả

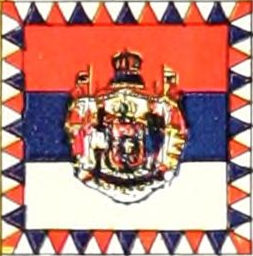
Cờ hoàng gia của Vua Serbia

Không hài lòng với phần chiến lợi phẩm của mình trong Chiến tranh Balkan lần thứ nhất, Vương quốc Bulgaria đã tấn công các đồng minh cũ của mình là Serbia và Hy Lạp, và bắt đầu Chiến tranh Balkan lần thứ hai vào ngày 16 (O.S.)/29 tháng 6 năm 1913. Quân đội Serbia và Hy Lạp đã đẩy lùi cuộc tấn công của Bulgaria và phản công, tiến vào Bulgaria. Với việc Bulgaria cũng tham gia vào các tranh chấp lãnh thổ với Vương quốc Romania, cuộc chiến này đã kích động sự can thiệp của Romania vào Bulgaria. Đế chế Ottoman đã lợi dụng tình hình để giành lại một số lãnh thổ đã mất do cuộc chiến trước đó.
Khi quân đội Romania tiến đến thủ đô Sofia của Bulgaria, Bulgaria đã yêu cầu đình chiến, dẫn đến Hiệp ước Bucharest năm 1913, trong đó Bulgaria phải nhượng lại một phần chiến lợi phẩm trong Chiến tranh Balkan lần thứ nhất cho Serbia, Hy Lạp và Romania. Chiến tranh Balkan lần thứ hai đã khiến Serbia trở thành quốc gia hùng mạnh nhất về mặt quân sự ở phía nam sông Danube. Nhiều năm đầu tư quân sự được tài trợ bằng các khoản vay của Pháp đã mang lại kết quả. Trung Vardar và nửa phía đông của Sanjak của Novi Pazar đã được mua lại. Lãnh thổ của nó mở rộng từ 18.650 lên 33.891 dặm vuông và dân số tăng hơn một triệu rưỡi.
Do những nỗ lực liên tục và mạnh mẽ của ông trong Chiến tranh Balkan, sức khỏe của Petar ngày càng xấu đi. Cùng lúc đó, Black Hand đại diện cho một nhóm quân sự đối lập cốt lõi với Quốc hội. Hành động từ bên trong chính phủ và quân đội, các thành viên của Black Hand đã buộc Petar phải giải tán chính phủ của Nikola Pašić, mặc dù Đảng Cấp tiến nắm giữ hầu hết các ghế trong Quốc hội. Chỉ sau khi có sự can thiệp của Nga và với sự giúp đỡ của Pháp, cuộc khủng hoảng mới được giải quyết theo hướng có lợi cho Pašić. Vua Petar phải rút lui, được cho là do sức khỏe yếu, và vào ngày 24 tháng 6 năm 1914, ông đã chuyển giao quyền lực và nhiệm vụ hoàng gia của mình cho người thừa kế rõ ràng, Vương thái tử Alexander.

### Thế chiến thứ nhất và hậu quả
Nguyên nhân trực tiếp Đế quốc Áo-Hung tuyên chiến với Vương quốc Serbia cũng như lý do khiến Chiến tranh thế giới thứ nhất bùng nổ chính là vụ ám sát thái tử Áo-Hung Franz Ferdinand tại Sarajevo, Bosna & Herzegovina thuộc Áo. Ngày 28 tháng 6 năm 1914, thái tử Franz Ferdinan bị một số thành viên của Tổ chức Bàn tay đen có trụ sở tại Belgrade, Serbia thực hiện kế hoạch ám sát tại Sarajevo. Chính phủ Áo-Hung đã gửi tối hậu thư cho Vương quốc Serbia vào ngày 23 tháng 7 với cáo buộc nước này đã lên kế hoạch cho cuộc ám sát. Tối 25 tháng 7, Serbia gửi thư phản hồi đến đại sứ Áo-Hung với mong muốn hòa giải cuộc xung đột nhưng Áo-Hung vẫn không chấp thuận và tuyên bố cắt đứt quan hệ ngoại giao với Serbia. Ngày 28 tháng 7 năm 1914, Áo-Hung tuyên chiến với Serbia và trong cùng ngày hôm đó người Serbia đã phá hủy toàn bộ các cây cầu bắc qua sông Sava và Danube để ngăn việc Áo-Hung sử dụng chúng để tấn công nước này. Một ngày sau đó, Beograd bị pháo kích, Chiến tranh thế giới thứ nhất chính thức bùng nổ. Serbia nếu tổng động viên đầy đủ sẽ có 450.000 quân, lực lượng chính đối đầu với Áo-Hung là bốn tập đoàn quân 1, 2, 3 và Užice, tổng quân số 180.000 người, nhưng quân đội Serbia đang trong quá trình hồi phục vì hao tổn khá nhiều trong 2 cuộc chiến tranh Balkan. Quân Áo-Hung có 200.000 quân và vũ khí thì hiện đại hơn. 
Nhà vua đã nghỉ hưu, dành phần lớn thời gian của mình ở nhiều khu nghỉ dưỡng của Serbia, không giúp được gì nhiều trong Thế chiến thứ nhất, nhưng trên thực tế, ông lại là một biểu tượng sống có giá trị nâng cao sĩ khí của quân dân Serbia, khi tình hình quân sự trở nên nghiêm trọng, ông đã đến thăm các chiến hào ở tiền tuyến để kiểm tra tinh thần của quân lính. Chuyến thăm của ông đến tuyến hỏa lực trước Trận Kolubara vào cuối năm 1914 đã thúc đẩy tinh thần của lực lượng Serbia đang rút lui và tuyên bố một cuộc phản công, tạo nên chiến thắng trước lực lượng Áo-Hung vượt trội về số lượng (tháng 12 năm 1914). Một chuyến thăm đáng nhớ khác vào năm 1915 là chuyến thăm của Vua Petar, khi đó đã 71 tuổi, ông vẫn cầm súng trường và bắn vào quân địch. Sau cuộc xâm lược Serbia của liên quân Đức, Áo-Hung và Bulgaria vào tháng 10 năm 1915, Vua Petar I đã chỉ huy quân đội và hàng chục nghìn người tị nạn dân sự qua những ngọn núi cao của Albania đến biển Adriatic trên một "con đường Calvary mà ít người biết đến".
Sau cuộc rút lui đầy kịch tính trong một mùa đông khắc nghiệt của vùng cao nguyên Albania từ Prizren đến vùng ven biển Albania, một cuộc hành quân đã cướp đi sinh mạng của hơn 100.000 người, Nhà vua và quân đội của ông, kiệt sức vì giá lạnh và nạn đói, cuối cùng đã được quân Đồng Minh đưa đến đảo Corfu của Hy Lạp vào đầu năm 1916. Trong suốt thời gian còn lại của Thế chiến thứ nhất, Vua Petar I, vốn đã rất yếu, vẫn ở lại Corfu, nơi trở thành trụ sở của chính phủ lưu vong Serbia cho đến tháng 12 năm 1918.
Vào ngày 1 tháng 12 năm 1918, Vua Petar I được tuyên bố là Vua của người Serbia, người Croatia và người Slovenia. Vua Petar ở nước ngoài cho đến tháng 7 năm 1919, sau đó trở về Belgrade, nơi ông qua đời vào năm 1921 ở tuổi 77. Ông được chôn cất long trọng tại nghĩa trang ở Oplenac, Nhà thờ Saint George gần Topola ở miền Trung Serbia, nơi ông nội của ông là Karađorđe, người sáng lập ra triều đại, đã phát động một cuộc nổi loạn quy mô lớn chống lại người Ottoman vào năm 1804.

## Di sản

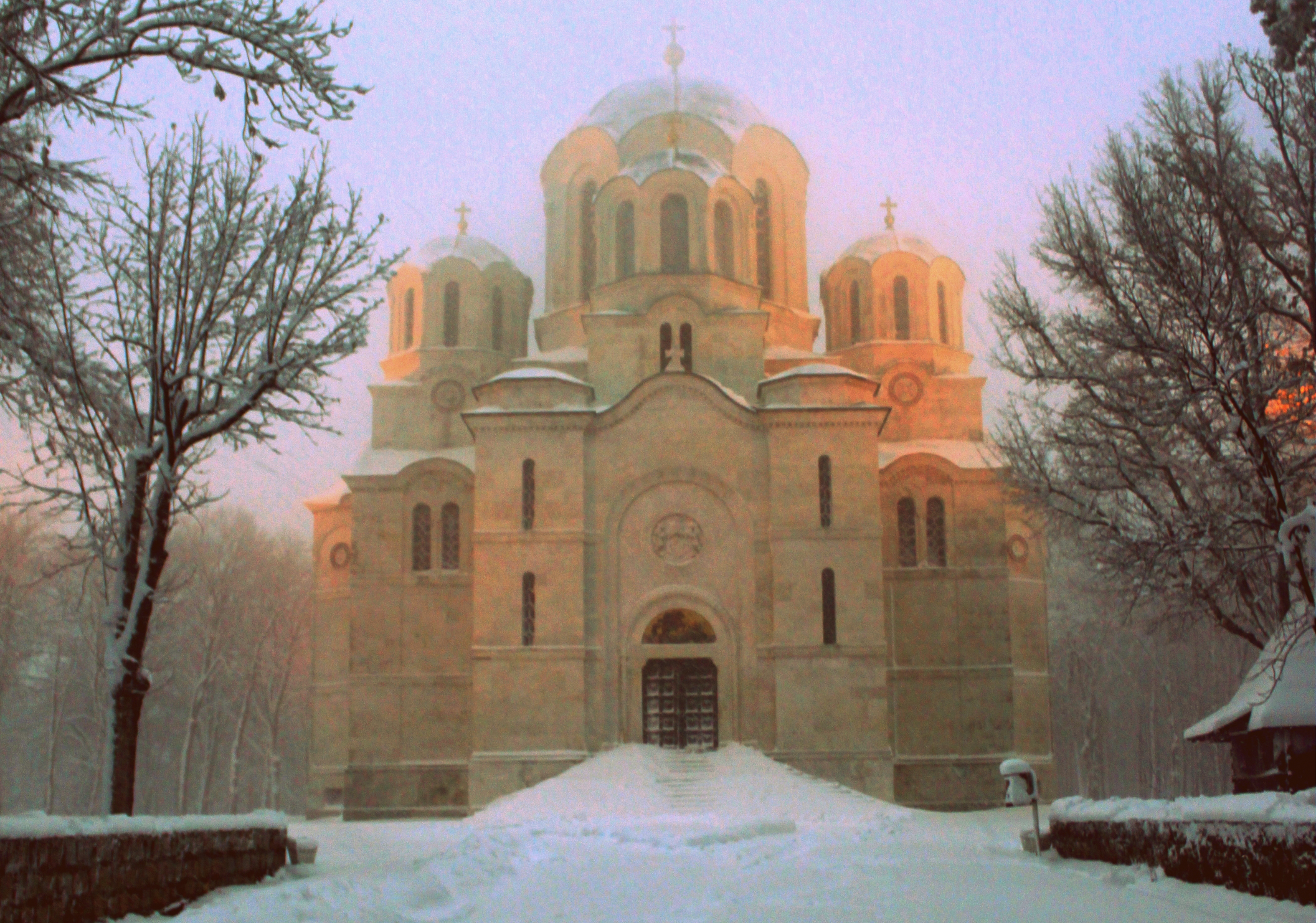
Petar I đã thành lập Oplenac, đây cũng là lăng mộ của triều đại Karađorđević

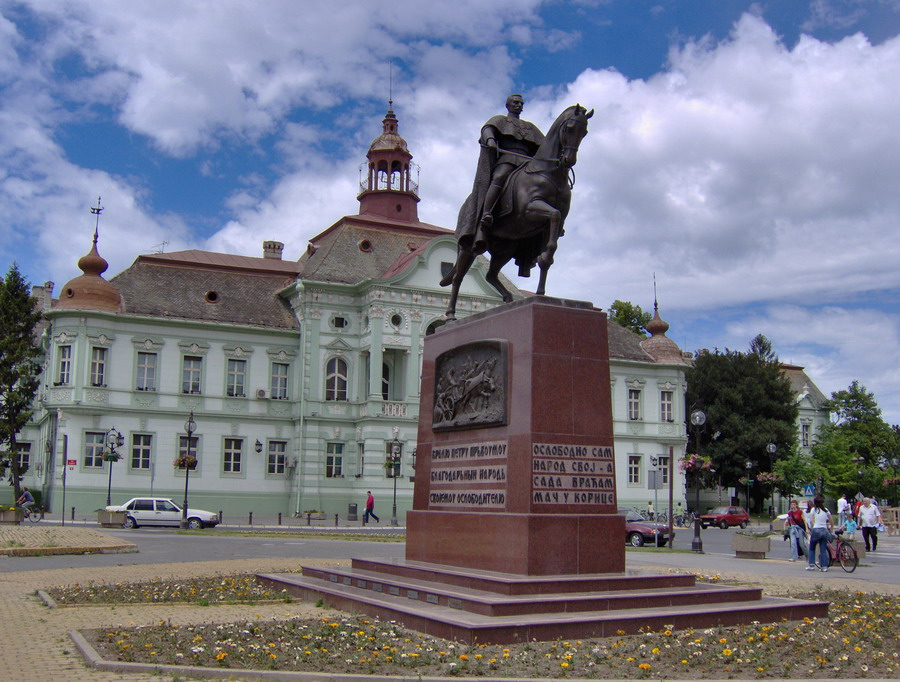
Tượng đài của Petar I ở Zrenjanin

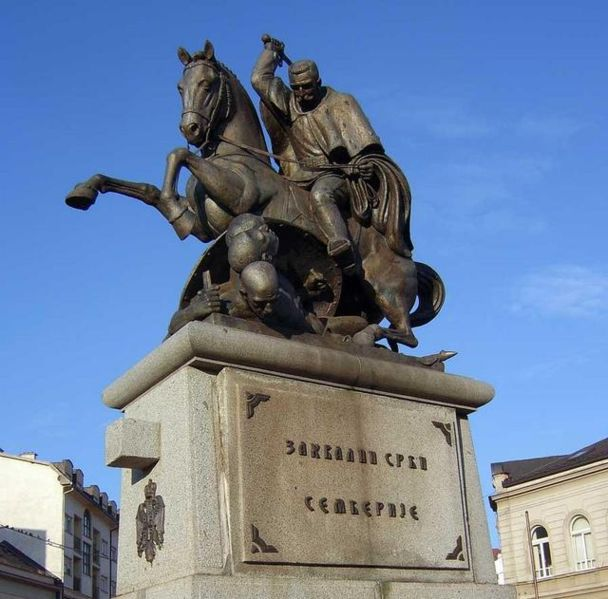
Đài tưởng niệm Petar I ở Bijeljina

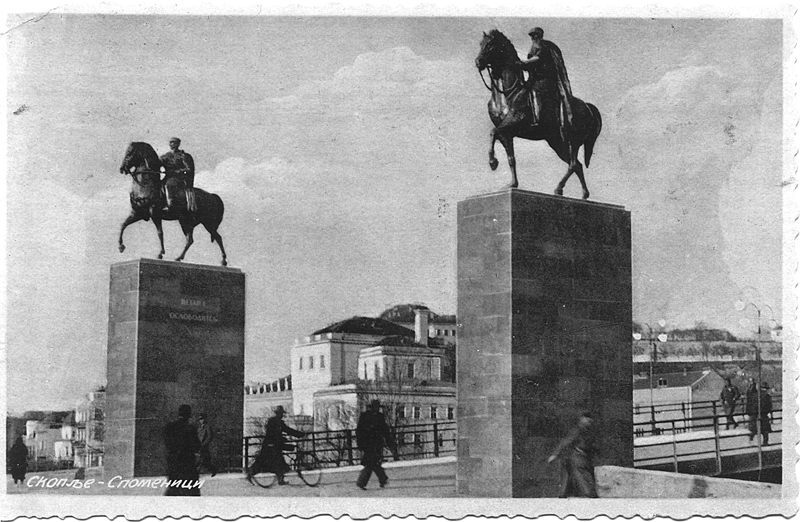
Tượng đài cũ của Petar I tại Quảng trường Macedonia ở Skopje

Ba thành phố tại Serbia trong thời kỳ trước Thế chiến thứ hai được đặt theo tên của vua Petar I: Mrkonjić Grad tại Bosnia-Herzegovina (tên cũ là Varcar Vakuf), Petrovgrad tại Vojvodina (tên cũ là Veliki Bečkerek, hiện nay là Zrenjanin) và Petrovac na Moru (tên cũ là Kaštel Lastva) tại Montenegro. Nhiều bia tưởng niệm ông tại Nam Tư đã bị chính quyền cộng sản phá hủy sau năm 1945. Một bia tưởng niệm tại Zrenjanin được phục dựng lại cùng với một số bia tưởng niệm nhỏ hơn tại Beograd và một số nơi khác tại Serbia.
Tại Paris, Pháp có một đại lộ tại Champs-Élysées mang tên ông đó là Avenue Pierre 1er de Serbie. Có một tượng đài khiêm tốn dành riêng cho Vua Petar I của Serbia ở Orléans, Pháp, khi ông chiến đấu với tư cách là một tình nguyện viên trong quân đội Pháp. Một tượng đài lớn dành cho Vua Petar và con trai ông là Alexander I của Nam Tư cũng được khánh thành vào năm 1936, tại Porte de la Muette ở Paris. Bộ phim Vua Petar đệ nhất của Serbia được phát hành vào đầu tháng 12 năm 2018 với sự tham gia của Lazar Ristovski trong vai Vua Petar.